# Ремус-Опряну
Ремус-Опряну (рум. Remus Opreanu) — село у повіті Констанца в Румунії. Адміністративно підпорядковане місту Меджидія.
Село розташоване на відстані 169 км на схід від Бухареста, 34 км на захід від Констанци, 132 км на південь від Галаца.

## Населення
За даними перепису населення 2002 року у селі проживали 324 особи.
Національний склад населення села:
| Національність | Кількість осіб | Відсоток |
| -------------- | -------------- | -------- |
| румуни         | 318            | 98,1%    |
| татари         | 6              | 1,9%     |

Рідною мовою назвали:
| Мова      | Кількість осіб | Відсоток |
| --------- | -------------- | -------- |
| румунська | 318            | 98,1%    |
| татарська | 6              | 1,9%     |